# Joan Carroll
Joan Carroll (* 18. Januar 1931 in Elizabeth, New Jersey, als Joan Marie Felt; † 16. November 2016 in Puerto Vallarta, Mexiko) war eine US-amerikanische Kinderdarstellerin.

## Leben und Karriere
Joan Felt wurde als Tochter einer bekannten Klavierspielerin sowie eines Elektroingenieurs in New Jersey geboren. Ihre Familie zog 1936 nach Hollywood, um ihrer Tochter eine Filmkarriere aufzubauen. Dabei änderte man auch ihren Nachnamen auf Carroll. Im Alter von fünf Jahren machte sie 1937 in One Mile from Heaven ihr Filmdebüt. In der Folgezeit spielte sie etwa eine wichtige Rolle im Kriminalfilm Mr. Moto’s Last Warning (1939) mit Peter Lorre und verkörperte die nichtsnutzige Schwester von Ginger Rogers im Filmdrama Primrose Path (1940). Neben dem Schauspiel konnte sie sich in einigen Filmen auch als begabte Sängerin und Tänzerin zeigen. Zwischen Oktober 1940 und Januar 1942 spielte sie dann am Broadway eine der Hauptrollen in Cole Porters Erfolgsstück Panama Hattie, was ihr einen Bekanntheitschub und einige Aufmerksamkeit seitens der Presse einbrachte. So spekulierte ein längerer Artikel des Life-Magazins vom Mai 1941 über Carroll als „nächste Shirley Temple“ und bescheinigte ihr außerordentliches Talent.
Ihre Rückkehr vom Broadway nach Hollywood markierte im Jahre 1942 der Film Obliging Young Lady unter Regie von Richard Wallace, in dem sie als Scheidungskind ihre erste Film-Hauptrolle übernahm. An ihrer Seite in dieser Komödie waren Edmond O’Brien und Ruth Warrick zu sehen. 1944 übernahm Carroll die Rolle der selbstbewussten jungen Schwester von Judy Garland im Musical-Film Meet Me in St. Louis. Ein Jahr später spielte sie in Leo McCareys Spielfilm Die Glocken von St. Marien neben Bing Crosby und Ingrid Bergman die Rolle eines von Problemen geplagten Teenagers, deren Vater unbekannt ist. Mit Beginn der Pubertät zog sich Joan Carroll von der Schauspielerei zurück.
Ihren Ehemann James Krack heiratete sie im Jahre 1951. Sie hatten vier Kinder sowie zahlreiche Enkelkinder und Urenkel. Carroll starb im November 2016 im Alter von 85 Jahren im mexikanischen Puerto Vallarta.

## Filmografie
- 1937: One Mile from Heaven
- 1938: Walking Down Broadway
- 1938: Gateway
- 1938: Two Sisters
- 1939: Mr. Moto und die Flotte (Mr. Moto’s Last Warning)
- 1939: Der Henker von London (Tower of London)
- 1939: A Child Is Born
- 1939: Barricade
- 1940: Laddie
- 1940: Primrose Path
- 1940: Anne of Windy Poplars
- 1942: Obliging Young Lady
- 1943: Petticoat Larceny
- 1944: Meet Me in St. Louis
- 1944: Tomorrow, the World!
- 1945: Urlaub für die Liebe (The Clock)
- 1945: Die Glocken von St. Marien (The Bells of St. Mary’s)